# 영주 가흥리 암각화
영주 가흥리 암각화(榮州可興里岩刻畵)는 대한민국 경상북도 영주시 가흥 1동에 위치한 청동기 시대 추정 바위그림이다.
보물 제221호 영주 가흥동 마애여래삼존상 및 여래좌상과 같은 암벽에 있다.

## 개요
암각화란 선사시대 사람들이 바위나 동굴의 벽면돌에 기호나 물건, 동물 등의 그림을 새겨놓은 것을 말하며, 풍요와 생산을 기원하는 주술행위의 결과물로 보고 있다. 가흥리 암각화는 가흥리 마애삼존불상이 있는 바위의 10m 아래에 새겨 놓았는데, 높이 1∼1.5m, 너비 4.5m로, 청동기 시대에 새긴 것이다. 청동 도구로 쪼아서 새기는 방법을 사용하여 3∼5개의 선을 옆으로 연결하였는데, 그 의미는 아직 알 수 없다. 이러한 수법은 고령 양전동, 울산 천전리 바위그림과 비슷하다.

## 현지 안내문
이 암각화는 내성천의 지류인 서천이 영주시 서편을 따라 남쪽으로 흐르다가 다시 서남쪽으로 굽어 도는 지점에 있다. 가흥리 마애삼존불상과 같은 암반의 남쪽 수직 석벽에 새겨져 있으며 1989년에 발견되었다. 
그림이 새겨진 암벽은 거친 화강암질로 높이 약 4m, 폭이 5m가 넘는 꽤 큰 규모이다. 암벽은 상하로 구분되는데, 암각화는 하단부에 있으며, 전체 암각화가 차지하는 규모는 높에 1.5m, 길이 4.5m 정도이다. 검포형의 암각화가 점차 도식화되어 가는 과정을 보여주며 청동기 시대에 새겨진 것으로 추정된다. 암벽에 신앙의 대상들을 새기고 풍요와 다산을 기원하던 제의 장소로서의 특징이 나타난다.

## 사진

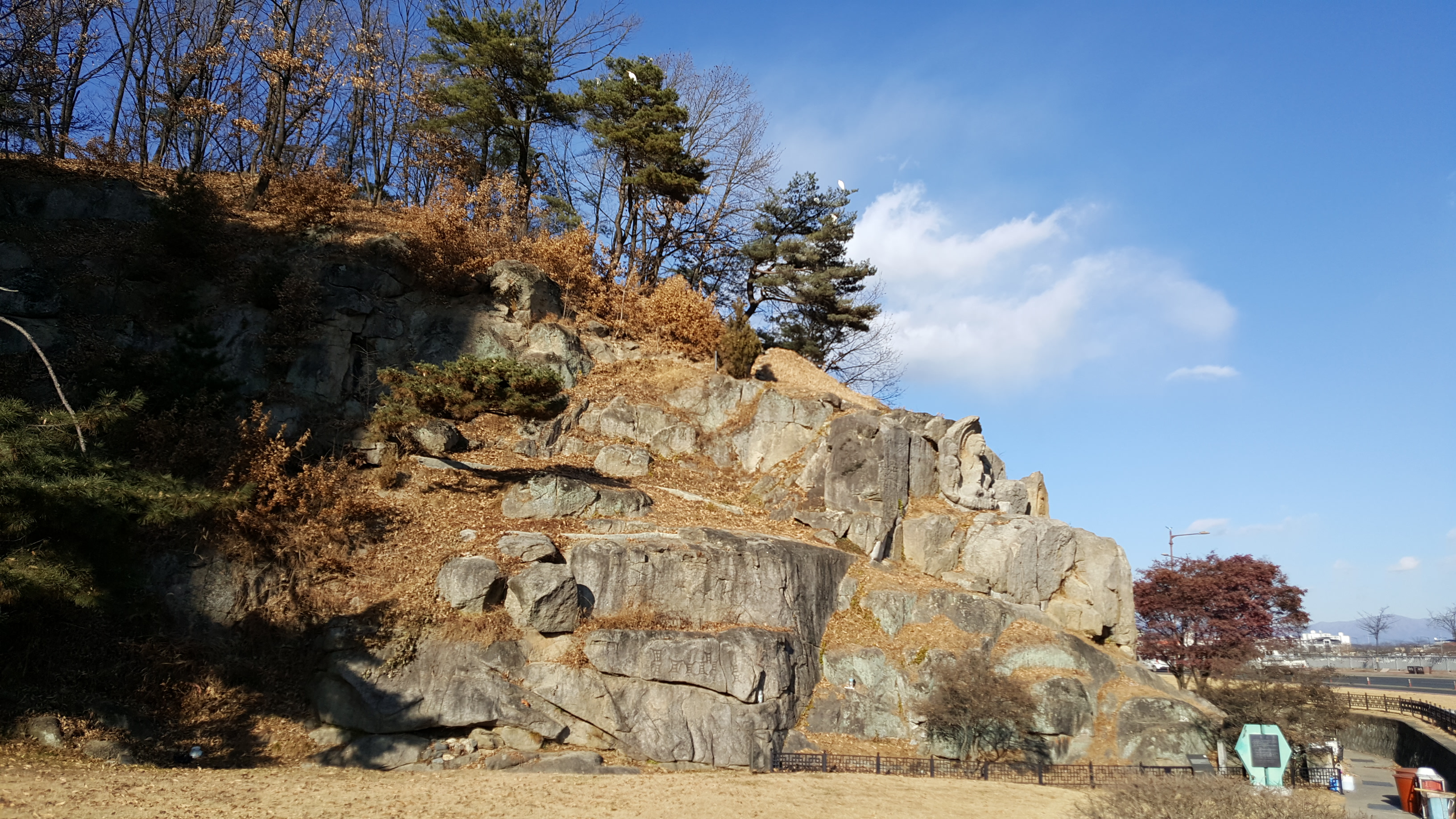
영주 가흥리 암각화와 영주 가흥동 마애여래삼존상 및 여래좌상

## 참고 자료
- 영주 가흥리 암각화 - 국가유산청 국가유산포털